# Liste des évêques de Biloxi
Cette page présente la liste des évêques de Biloxi
Le diocèse de Biloxi (en) (Dioecesis Biloxiiensis), dans le Mississippi  est créé le 1er mars 1977, par détachement de celui de Natchez-Jackson.

## Sont évêques
- 8 mars 1977-15 mai 2001 : Joseph Howze (Joseph Lawson Howze)
- 15 mai 2001-2 avril 2008 : Thomas Rodi (Thomas John Rodi), devient archevêque de Mobile.
- 2 mars 2009-16 décembre 2016 : Roger Morin (Roger Paul Morin)
- depuis le 16 décembre 2016 : Louis Kihneman (Louis F. Kihneman)

## Sources
- Fiche du diocèse sur le site catholic-hierarchy.org